# Kamov Ka-60
De Kamov Ka-60 (Russisch: Ka-60 "Касатка"/"Orca") is een helikopter van de Russische luchtmacht die voor het eerst vloog op 24 december 1998

## Ontwerp en ontwikkeling

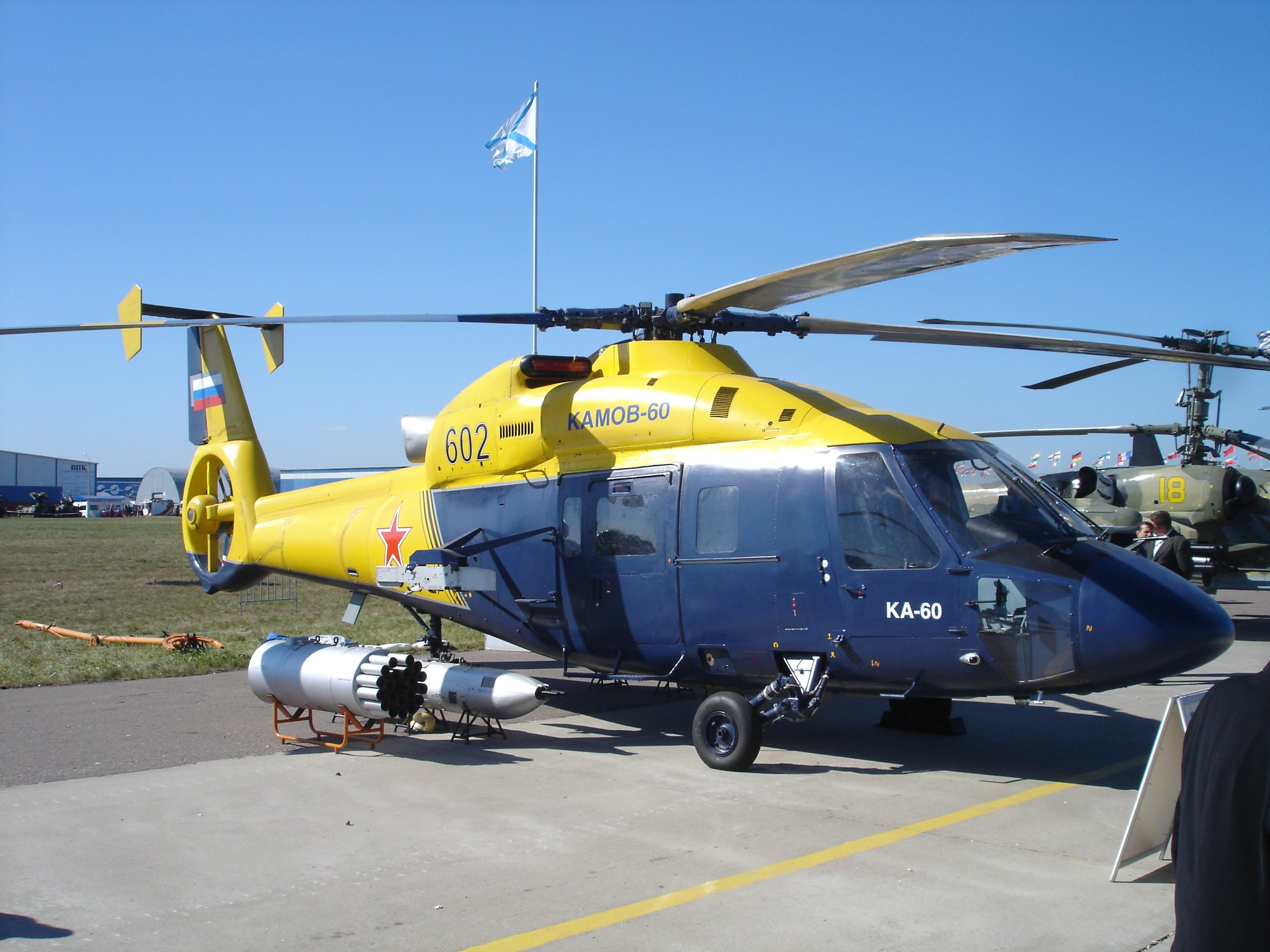
Kamov Ka-60 op de MAKS 2005

Bedoeld als vervanging voor de Mil Mi-8Hip, zal de Ka-60 gebruikt worden voor verkenningsvluchten, transport van troepen, storen van radiosignalen en speciale operaties. Er worden nog variaties verwacht voor export. De bouw vindt plaats in Oelan-Oede.

## Gebruikers
- Rusland
  - Russische luchtmacht - acht in gebruik

Men was van plan om in de periode 2007-2012 tweehonderd stuks te bouwen voor de Russische luchtmacht.

## Specificaties
- Rotordiameter: 13,50m
- Staartrotordiameter: 1,2 m
- Capaciteit: tot 16 infanteristen of 6 stretchers
- Klimsnelheid: 10,4 m/s op zeeniveau

## Vergelijkbare helikopters
- Eurocopter Dauphin
- Eurocopter Panther
- Agusta A109
- Bell 430
- Sikorsky S-76